# Nowa Wieś (Krotoszyn)
Pour les articles homonymes, voir Nowa Wieś.
Nowa Wieś (prononciation : [ˈnɔva ˈvjɛɕ]) est un village polonais de la gmina de Rozdrażew dans le powiat de Krotoszyn de la voïvodie de Grande-Pologne dans le centre-ouest de la Pologne.
Il se situe à environ 5 kilomètres au nord-est de Rozdrażew (siège de la gmina), à 18 kilomètres au nord-est de Krotoszyn (siège du powiat) et à 79 kilomètres au sud-est de Poznań (capitale régionale).
Le village possédait une population de 580 habitants en 2006.

## Histoire
De 1975 à 1998, le village faisait partie du territoire de la voïvodie de Kalisz.

Depuis 1999, Nowa Wieś est situé dans la voïvodie de Grande-Pologne.